# Castellana Grotte
Castellana Grotte é uma comuna italiana da região da Puglia, província de Bari, com cerca de 18.195 habitantes. Estende-se por uma área de 67 km², tendo uma densidade populacional de 272 hab/km². Faz fronteira com Alberobello, Conversano, Monopoli, Noci, Polignano a Mare, Putignano.

## Demografia
| Variação demográfica do município entre 1861 e 2011                               |
|                                                                                   |
| Fonte: Istituto Nazionale di Statistica (ISTAT) - Elaboração gráfica da Wikipedia |